# A.B.C. Motor Vehicle Manufacturing Company
Die A.B.C. Motor Vehicle Manufacturing Company, vorher Auto Buggy Manufacturing Company und A.B.C. Motor Vehicle Company, war ein US-amerikanischer Automobilhersteller in St. Louis, Missouri und aktiv in den Jahren 1905 bis 1910. Sie entstand, nachdem Amedee B. Cole einige Highwheeler eigener Konstruktion gebaut hatte, die er verkaufen konnte.

## 1905 bis 1907
Das einzige Modell, das Cole anfangs anbot war, ein zweisitziger Runabout im Stile eines Buggy mit einem quer unter dem Sitz eingebauten, luftgekühlten Einzylindermotor von 10 PS Leistung nach damaliger Berechnungsart. Die Hinterachse war zweigeteilt. Die Kraftübertragung erfolgte über ein 2-Gang-Reibradgetriebe und eine Kette und die Aufhängung bestand aus vier Vollellyptik-Federn. Gelenkt wurde mit einem Hebel. Anfangs wurden Felgen mit 40 Zoll (1,016 mm) Durchmesser verwendet. Die Bereifung bestand aus Gummi. Der Radstand betrug 72 Zoll (1829 mm). Die Karosserie bestand aus Holz.
Der A.B.C. war leicht und besonders einfach zu bedienen. Folgerichtig warb Cole mit dem Slogan As simple as you can guess to operate. Das Fahrzeug kostete vergleichsweise bescheidene US$ 300; der populäre Oldsmobile Curved Dash hatte einen Basispreis von US$ 650 und galt als günstiges Auto.
1907 wurde das Fahrzeug überarbeitet. Es wirkte jetzt deutlich eleganter, die Felgen maßen noch 36 Zoll (914 mm). Am Preis änderte sich nichts. Das Auto dürfte in dieser Form bis weit in das Jahr 1908 angeboten worden sein.

## A.B.C. Motor Vehicle Company

### 1908
Das Unternehmen wurde 1908 als A.B.C. Motor Vehicle Company neu organisiert.
Zum Ende des Jahres wurde mit dem 16/18 PS ein deutlich verbesserter Highwheeler vorgestellt. Er hatte nun einen Zweizylindermotor, Wasserkühlung und leistete ansehnliche 18 PS nach damaliger Berechnungsart. Der Radstand wuchs auf 90 Zoll (2286 mm). Runabout 2-sitzig (US$ 600), Runabout 3-sitzig (US$ 650), Surrey 4-sitzig (US$ 850) und Delivery Wagon (US$ 700). Varianten dieses Fahrzeugs blieben bis zum Ende der Firma im Angebot.
183 Fahrzeuge entstanden in diesem Jahr.

### 1909
Optimistisch startete die Firma ins Jahr 1909. Der Name wurde auf A.B.C. Motor Vehicle Manufacturing Company geändert und die Produktpalette ausgedehnt. Der 16/18 PS erhielt eine erste Überarbeitung. Der Lieferwagen entfiel aus dem Programm und der dreisitzige Runabout hieß jetzt Roadster. Jeder 16/18 PS war wahlweise mit Luft- oder Wasserkühlung lieferbar. Bei Runabout und Surrey standen Pneus oder Gummireifen zur Auswahl, was einen nicht unerheblichen Einfluss auf den Preis hatte.
Cole hatte zudem richtig erkannt, dass die Zukunft nicht dem archaischen Highwheeler gehörte. Folgerichtig entwickelte er für das Modelljahr 1909 ein völlig neues Auto. Der 30/35 PS war eine zeitgemäße Konstruktion mit vorn liegendem Motor und 112 Zoll (2845 mm) Radstand. Der konventionelle Vierzylinder leistete 35 PS und war mit Preisen zwischen US$ 1,100 und 1,250 vergleichsweise günstig. Es gab ihn als Runabout, Roadster und Touring. Ein Hinweis auf Kühlung und Bereifung fehlt, es ist jedoch anzunehmen, dass diese Autos Pneus und Wasserkühlung hatten.
| Modell | Baureihe | Karosserie     | Motor  | Kühlung | Bereifung | Preis US$ |
| ------ | -------- | -------------- | ------ | ------- | --------- | --------- |
| PD     | 16/18 PS | Roadster 3 Pl. | 2 Zyl. | Luft    | Pneu      | 725.00    |
| PD     | 16/18 PS | Roadster 3 Pl. | 2 Zyl. | Wasser  | Pneu      | 775.00    |
| C      | 16/18 PS | Runabout 2 Pl. | 2 Zyl. | Luft    | Gummi     | 600.00    |
| C      | 16/18 PS | Runabout 2 Pl. | 2 Zyl. | Wasser  | Gummi     | 650.00    |
| PC     | 16/18 PS | Runabout 2 Pl. | 2 Zyl. | Luft    | Pneu      | 690.00    |
| PC     | 16/18 PS | Runabout 2 Pl. | 2 Zyl. | Wasser  | Pneu      | 740.00    |
| E      | 16/18 PS | Surrey 4 Pl.   | 2 Zyl. | Luft    | Gummi     | 700.00    |
| E      | 16/18 PS | Surrey 4 Pl.   | 2 Zyl. | Wasser  | Gummi     | 750.00    |
| PE     | 16/18 PS | Surrey 4 Pl.   | 2 Zyl. | Luft    | Pneu      | 775.00    |
| PE     | 16/18 PS | Surrey 4 Pl.   | 2 Zyl. | Wasser  | Pneu      | 825.00    |
| G      | 30/35 PS | Runabout 2 Pl. | 4 Zyl. |         |           | 1,100.00  |
| H      | 30/35 PS | Roadster 3 Pl. | 4 Zyl. |         |           | 1,200.00  |
| I      | 30/35 PS | Touring 4 Pl.  | 4 Zyl. |         |           | 1,250.00  |

### 1910
Für 1910 gab es wenig Änderungen. Das unübersichtliche Programm für den 16/18 PS wurde vereinfacht, es gab nur die drei Karosserievarianten. Es ist anzunehmen, dass Gummireifen aus dem Programm genommen wurden, weil die Modellbezeichnungen PC, PD und PE entfielen und es ist unwahrscheinlich, dass die Luftbereifung gestrichen wurde, welche sich als Standard in der Industrie bereits durchgesetzt hatte. Der Roadster wurde etwas günstiger, der Runabout etwas teurer. Das Modell E Surrey wurde zum Preis der wassergekühlten Version des Vorjahres angeschrieben. Aus dieser Preisentwicklung lässt sich nicht ableiten welche Kühlung verwendet wurde und ob dies ausschließlich geschah. Die Preise für den 30/35 PS wurden leicht angehoben.
| Modell | Baureihe | Karosserie     | Motor  | Preis US$ |
| ------ | -------- | -------------- | ------ | --------- |
| C      | 16/18 PS | Runabout 2 Pl. | 2 Zyl. | 690.00    |
| D      | 16/18 PS | Roadster 3 Pl. | 2 Zyl. | 690.00    |
| E      | 16/18 PS | Surrey 4 Pl.   | 2 Zyl. | 750.00    |
| G      | 30/35 PS | Runabout 2 Pl. | 4 Zyl. | 1,250.00  |
| H      | 30/35 PS | Roadster 3 Pl. | 4 Zyl. | 1,400.00  |
| I      | 30/35 PS | Touring 4 Pl.  | 4 Zyl. | 1,400.00  |

## Konkurs
Kurz vor Weihnachten 1910 wurde der Konkurs gegen die A.B.C. Motor Vehicle Manufacturing Company eröffnet wegen offenen Forderungen verschiedener Gläubiger im Gesamtbetrag von US$ 1070.